# Dichorisandra mosaica
Dichorisandra mosaica là một loài thực vật có hoa trong họ Commelinaceae. Loài này được Linden ex K.Koch mô tả khoa học đầu tiên năm 1866.